# Симетрија
Симетрија (од грчке речи συμμετρία symmetria „сагласност у димензијама услед сразмере, аранжмана“) на свакодневном језику односи се на осећај хармоничне и лепе пропорције и равнотеже. У математици, „симетрија“ има прецизнију дефиницију, да је објекат инваријантан за било коју од различитих трансформација; укључујући рефлексију, ротацију или скалирање. Симетрија је пресликавање фигура у геометрији. Симетријом се назива и особина симетричности фигуре у односу на праву (осу), тачку (центар), или раван, тј. својство геометријске фигуре да има осу симетрије, центар симетрије, или раван симетрије. Мада ова два значења симетрије могу понекад да буду различита, она су сродна.
Математичка симетрија се може посматрати у погледу проласка времена; као просторни однос; кроз геометријске трансформације; кроз друге врсте функционалних трансформација; и као аспект апстрактних објеката, теоретских модела, језика, музике, чак и самог знање.
Супротно од симетрије је асиметрија.

## Математика

### У геометрији
Геометријски облик или објекат је симетричан ако се може поделити у два или више идентична дела који су уређени на организован начин. То значи да је објекат симетричан ако постоји трансформација која помера појединачне делове објекта, али не мења свеукупни облик. Тип симетрије се одређује по начину на који су делови организовани, или по типу трансформације:
- Објекат има рефлексиону симетрију (линијску или симетрију огледала) ако постоји линија која пролази кроз објекат која га дели у два дела који су слике у огледалу један другог.[6]
- Објекат има ротациону симетрију ако се објекат може ротирати око фиксне тачке без промене свеукупног облика.[7]
- Објекат има транслациону симетрију ако се може транслирати без промене његовог свеукупног облика.[8]
- Објекат има хеликсну симетрију ако се може симултано транслирати и ротирати у тродимензионом простору дуж линије познате као оса вијка.[9]
- Објекат има симетрију скале ако се не мења његов облик кад се експандира или контрахује.[10] Фрактали исто тако испољавају форму симетрије скале, при чему су мале порције фрактала сличног облика са великим порцијама.[11]
- Друге симетрије обухватају трансфлекцијску симетрију и роторефлекцијску симетрију.

### У логици
Бинарна релација R је симетрична ако и само ако, кад год је истинито да је Rab, онда је истинито и да је Rba. Стога, израз „је истог узраста као“ је симетричан за: ако је Пол истог узраста као Мери, онда је Мери истог узраста као Пол.
Симетричне бинарне логичке операције су И (∧, или &), ИЛИ (∨, или |), двоуслов (ако и само ако) (↔), НИ (не-и, или ⊼), ЕКСИЛИ (или ⊻), и НИЛИ (или ⊽).

### Друге области математике
Генерализујући геометријску симетрију из претходног одељка, може се рећи да је математички објекат симетричан  у односу на дату математичку операцију, ако када се она примени на објект, ова операција очува неку особину објекта. Сет операција које очувавају дато својство објекта формирају групу.
У општем случају, свака врста структуре у математици ће имати своју врсту симетрије. Примери укључују парне и непарне функције у рачуну; симетричну групу у апстрактној алгебри; симетричне матрице у линеарној алгебри; и Галоеву групу у теорији Галоа. У статистици, симетрија се појављује као симетрична расподела вероватноће, и као коефицијент асиметрије асиметричне дистрибуције.

### Осна симетрија
Осна симетрија је геометријско пресликавање тачака {\displaystyle \sigma _{l}:A\to A'}, такво да је дуж {\displaystyle AA'}, која спаја лик и слику, нормална на дату праву l, осу симетрије, и да је {\displaystyle AS=SA}, где је S тачка пресека дужи {\displaystyle AA'} и праве l.
Посебно (в. Проф. В. А. Диткин, Речник математичких термина, Просвешћење, Москва, 1965.), за симетрију у односу на праву l која лежи у некој равни π можемо рећи да је то таква трансформација тачака ове равни у исту раван при којој свака тачка А прелази у тачку A' симетричну с првом тачком у односу на праву (слика десно). Права l се назива оса симетрије, а симетрија у односу на праву осна симетрија, рефлексија, или огледање на правој.
Осна симетрија је бијекција, а такође и инволуциона трансформација. У осној симетрији дужина сегмента остаје непромењена (инваријантна), оријентација фигуре се мења у супротну, па је, осна симетрија кретање друге врсте. Осна симетрија праве трансформише у праве, при чему се праве нормалне на осу симетрије трансформишу у саму себе, а оса остаје непокретна, и то пунктуално непокретна (пунктуално инваријантна): свака њена тачка је двострука тачка.
Осна симетрија се користи у решавању задатака из геометријских конструкција, у цртању графика парне функције, у архитектури, у кристалографији, у дезенирању тканина, итд. Производ (композиција пресликавања) две осне симетрије с паралелним осима је паралелно преношење (транслација), производ две осне симетрије чије се осе секу није симетрија ни у односу на прву ни у односу на другу осну симетрију, дакле, множина симетрија у равни у односу на дате осе није затворена, односно, скуп свих осних симетрија у равни није група.

### Централна симетрија
Централна симетрија је геометријско пресликавање тачака {\displaystyle \sigma _{O}:A\to A'}, такво да је {\displaystyle AO=OA',\;A-O-A',}, при чему је О дата непокретна (фиксна) тачка.
Посебно, симетрија у односу на тачку О која лежи у некој равни π је таква трансформација тачака ове равни при којој свака тачка A прелази у тачку A' симетричну њој у односу на тачку О. Тачка О се онда назива центар симетрије, а симетрија у односу на тачку централна симетрија.
Централна симетрија је бијекција, инволуција и ротација у равни за угао 180 степени. Обе, централна и осна симетрија се примењују у сличним областима.
Производ, композиција централних симетрија је транслација.

## Наука и природа

### У физици
Симетрије у физици су симетрије физичког система под којима се подразумевају скупови трансформација у односу на које физички систем остаје непромењен, то јест остаје инваријантан.. У физици је концепт симетрије веома важан, јер симетрије физичких система поједностављују решавање проблема у њима. Симетрије се у физици налазе у свим областима. Заправо, ова улога је инспирисала добитника Нобелове награде П.В. Андерсона да напише свиј познати чланак из 1972. године More is Different у коме каже да се „само незнатно пренаглашава перспектива кад се каже да је физика проучавање симетрије“. Нетерова теорема, која је знатно поједностављена форма, наводи да за сваку континуирану математичку симетрију постоји одговарајући конзервирани квантитет, као што је енергија или моменат; конзервирана струја, по Нетеровом оригиналним речима; и исто тако, Вигнерова класификација каже да симетрије закона физике одређују особине честица пронађених у природи.
Важне симетрије у физици обухватају континуиране симетрије и дискретне симетрије простор-времена; унутрашње симетрије честица; и суперсимитрију физичких теорија.

### У биологији
У биологији, појам симетрије се углавном експлицитно користи за описивање облика тела. Билатералне животиње, укључујући и људе, су више или мање симетричне у односу на сагиталну раван која дели тело на леву и десну половину. Животиње које се крећу у једном правцу неопходно имају горњу и страну, главу и леђа, као и леву и десну страну. Глава постаје специјализована са устима и чулним органима, и тело постаје билатерално симетрично ради кретања, са симетричним паровима мишића и скелеталних елемената, мада унутрашњи органи остају асиметрични.
Биљке и сесилне (причвршћене) животиње као што су морске сасе обично имају радијалну или ротациону симетрију, што им одговара јер храна или опасности могу стићи из било којег правца. Петострука симетрија се налази код бодљокошаца, групе која обухвата морске звезде, морске јежеве и морске кринове.
У биологији, појам симетрије се такође користи као у физици, то јест за описивање особина испитиваних објеката, укључујући њихове интеракције. Изузетна особина биолошке еволуције су промене симетрије која одговарају појавама нових делова и динамике.

### У хемији
Симетрија је важна за хемију, јер условљава есенцијално све специфичне интеракције између молекула у природи (тј. путем интеракције природних и људски направљених хиралних молекула са инхерентно хиралном биолошким системима). Контрола симетрије молекула произведених у модерној хемијској синтези доприноси способности научника да понуде терапеутске интервенције са минималним нежељеним ефектима. Ригорозно разумевање симетрије објашњава основна опажања у квантној хемији, и у примењеним областима спектроскопије и кристалографије. Теорија и примена симетрије на ове области физичких наука у великој мери зависи од математичке области теорије група.

## У друштвеним интеракцијама
Људи опажају симетричну природу, често укључујући и асиметричну равнотежу друштвених интеракција у различитим контекстима. Ово обухвата процену реципроцитета, емпатију, симпатију, покајање, дијалог, поштовање, правду и освету. Рефлективни еквилибријум је равнотежа која се може постићи путем договорног међусобног прилагођавања између општих принципа и специфичних мишљења. Симетричне интеракције шаљу моралну поруку „сви смо исти“, док асиметричне интеракције могу послати поруку „ја сам посебан, бољи од вас“. Међусобни односи који се руководе златним правилом, заснивају се на симетрији, док су односи моћи засновани на асиметрији. Симетрични односи се могу у извесној мери одржавати једноставним стратегијама (теорија игара) које се виде у симетричким играма, као што је мило за драго.

## У уметности

### У архитектури
Симетрија проналази своје пут у архитектуру на свим нивоима, од свеукупних екстерних погледа на зграде као што су готичке катедрале и Бела кућа, кроз распоред појединачних тлоцрта, и до дизајна појединачних грађевинских елемената као што су мозаици од плочица. Исламске грађевине као што је Таџ Махал и џамија Шејх Лутфулаха правити детаљну употребу симетрије како у својој структури, тако и у својој орнаментацији. Маварска здања попут Алхамбра су украшена су сложеним обрасцима направљеним помоћу симетрије транслација и рефлексија, као и ротација.
По неким гледиштима само лоши архитекти се ослањају на „симетричан распоред блокова, маса и структура“. Модернистичка архитектура, почевши од међународног стила, уместо тога се ослања на „крила и баланс маса“.

### Чланци
- Anderson, P.W. (1972). „More is Different” (PDF). Science. 177 (4047): 393—396. Bibcode:1972Sci...177..393A. PMID 17796623. doi:10.1126/science.177.4047.393.